# Fabian Weiss
Fabian Weiss (Sulz, 11 aprile 2002) è un ciclista su strada e pistard svizzero che corre per la Tudor Pro Cycling Team.

## Palmarès

### Strada
- 2022 (Tudor Pro Cycling Team, una vittoria)

Campionati svizzeri, Prova a cronometro Under-23
- 2023 (Tudor Pro Cycling Team U23, una vittoria)

Campionati svizzeri, Prova a cronometro Under-23
- 2024 (Tudor Pro Cycling Team U23, una vittoria)

Campionati svizzeri, Prova a cronometro Under-23

## Piazzamenti

### Classiche monumento
- Liegi-Bastogne-Liegi

2025: ritirato

### Competizioni mondiali
- Campionati del mondo su strada

Wollongong 2022 - Cronometro Under-23: 12º
Wollongong 2022 - In linea Under-23: 37º
Glasgow 2023 - Cronometro Under-23: 24º
Glasgow 2023 - In linea Under-23: ritirato
Zurigo 2024 - Cronometro Under-23: 19º
Zurigo 2024 - Staffetta mista: 8º
Zurigo 2024 - In linea Under-23: 33º
- Campionati del mondo su pista

Francoforte sull'Oder 2019 - Inseg. a sq. Junior: 10º
Francoforte sull'Oder 2019 - Corsa a punti Junior: 21º

### Competizioni europee
- Campionati europei su strada

Alkmaar 2019 - In linea Junior: ritirato
Plouay 2020 - In linea Junior: 56º
Anadia 2022 - Cronometro Under-23: 4º
Anadia 2022 - In linea Under-23: 34º
Limburgo 2024 - Cronometro Under-23: 5º
Limburgo 2024 - In linea Under-23: 5º
- Campionati europei su pista

Gand 2019 - Inseguimento a squadre Junior: 6º
Gand 2019 - Corsa a eliminazione Junior: 12º
Fiorenzuola d'Arda 2020 - Inseg. a squadre Junior: 7º
Fiorenzuola d'Arda 2020 - C. a elimin. Junior: 3º
Fiorenzuola d'Arda 2020 - Americana Junior: 8º
Apeldoorn 2021 - Corsa a eliminazione Under-23: 13º
Apeldoorn 2021 - Inseg. a squadre Under-23: 6º
Apeldoorn 2021 - Americana Under-23: 10º
Anadia 2022 - Americana Under-23: 7º